# Oleg Golovanov
Oleg Sergejevitj Golovanov (på russisk): Олег Серге́евич Голованов) (født 17. december 1934 i Leningrad, død 24. maj 2019) var en russisk roer og olympisk guldvinder.

## Rokarriere
Sammen med Valentin Borejko var Golovanov den bedste toer uden styrmand i Sovjetunionen i slutningen af 1950'erne og først i 1960'erne. De vandt det sovjetiske mesterskab fem gange i årene 1959-1963, og ved EM i 1959 vandt de sølv.
Ved OL 1960 i Rom vandt de deres indledende heat sikkert i ny olympisk rekordtid, og i semifinalen blev de nummer to. I finalen vandt de ganske sikkert foran Alfred Sageder og Josef Kloimstein fra Østrig, mens Veli Lehtelä og Toimi Pitkänen fra Finland fik bronze.
Parret vandt sølv ved det første VM i roning i 1962, mens de ved OL 1964 i Tokyo ikke nåede videre fra første runde eller opsamlingsheatet.

## Videre karriere
Efter at have indstillet sin karriere blev Golovanov rotræner i Leningrad og 1978-1988 var han landstræner for de sovjetiske roere, herunder ved OL 1980.

## OL-medaljer
- 1960:  Guld i toer uden styrmand